# Герои Социалистического Труда Магаданской области
В настоящий список включены:

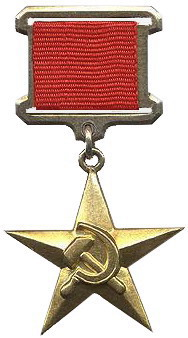
Золотая медаль «Серп и Молот»

- Герои Социалистического Труда, на момент присвоения звания проживавшие на территории современной Магаданской области, — 22 человека;
 выделены  персиковым цветом  и исключены из нумерации Герои, проживавшие на территории Чукотского автономного округа, ранее входившего в состав Магаданской области, но с 1992 года являющегося самостоятельным субъектом Российской Федерации (15 человек).
- Уроженцев Магаданской области, удостоенных звания Героя Социалистического Труда за её пределами, как и тех, кто прибыл на постоянное проживание в Магаданскую область из других регионов, уже имея звание Героя, не было.

В таблице отображены фамилия, имя и отчество Героев, должность и место работы на момент присвоения звания, дата Указа Президиума Верховного Совета СССР, отрасль народного хозяйства, место рождения, а также ссылка на биографическую статью на сайте «Герои страны». Формат таблиц предусматривает возможность сортировки по указанным параметрам путём нажатия на стрелку в нужной графе.

## История
Первыми в Магаданской области звания Героя Социалистического Труда были удостоены высокопоставленные сотрудники НКВД СССР И. Ф. Никишов и В. А. Цареградский. Высшая степень отличия была присвоена им Указом Президиума Верховного Совета СССР от 20 января 1944 года за особые заслуги в деле промышленного освоения Дальнего Севера и обеспечение в трудных условиях военного времени успешного выполнения планов добычи редких и цветных металлов.
Подавляющее большинство Героев Социалистического Труда в области приходится на работников цветной металлургии — 8 человек; геология — 3; строительство, транспорт и НКВД — по 2; атомная, угольная, рыбопромысловая промышленность, наука, сельское хозяйство — по 1.

## Лица, удостоенные звания Героя Социалистического Труда в Магаданской области
| №         | Фамилия, имя, отчество              | Даты жизни              | Деятельность | Дата присвоения | Отрасль       | Место рождения                | ГС        |
| --------- | ----------------------------------- | ----------------------- | --- | --------------- | ------------- | ----------------------------- | --------- |
| 1e-06     | Абакумов Борис Фёдорович            | 11.07.1933 — 20.12.2021 | Начальник морского торгового порта Певек Дальневосточного морского пароходства Министерства морского флота СССР, Чукотский автономный округ Магаданской области                                                                                        | 27.02.1990      | транспорт     | *Воронежская область          | [ ГС 1 ]  |
| 1         | Адамов Иван Васильевич              | 10.10.1922 — 10.09.2000 | Горнорабочий очистного забоя Аркагалинского шахтоуправления Министерства угольной промышленности СССР, Магаданская область | 29.06.1966      | углепром      | *Курская область              | [ ГС 2 ]  |
| 2         | Александров Семён Петрович          | 01.01.1891 — 02.01.1962 | Директор Всесоюзного Магаданского научно-исследовательского института золота и редких металлов (ВНИИ-1), инженер-полковник, гор. Магадан | 29.10.1949      | атомпром      | *Ростовская область           | [ ГС 3 ]  |
| 3         | Аникеев Николай Петрович            | 26.07.1908 — 18.05.1993 | Главный геолог Северо-Восточного геологического управления Министерства геологии РСФСР, Магаданская область | 04.07.1966      | геология      | *Киев                         | [ ГС 4 ]  |
| 4         | Антошкин Альфред Васильевич         | 31.05.1935 — 11.08.2012 | Капитан рыболовного сейнера «Вкрадчивый» Магаданского производственного объединения рыбной промышленности Министерства рыбного хозяйства СССР | 04.07.1986      | рыбпром       | *Приморский край              | [ ГС 5 ]  |
| 4.000002  | Аренто Иван Петрович                | 1934—2016               | Бригадир оленеводческой бригады совхоза «Канчаланский» Чукотского производственного колхозно-совхозного управления Магаданской области | 02.12.1963      | сельхоз       | Чукотский АО                  | [ ГС 6 ]  |
| 4.000003  | Аретагин Григорий Аляевич           | 07.05.1930 — 18.06.1982 | Бригадир оленеводческой бригады колхоза имени Первого Ревкома Чукотки Анадырского района Чукотского национального округа Магаданской области | 08.04.1971      | сельхоз       | Чукотский АО                  | [ ГС 7 ]  |
| 5         | Вилькот Кирилл Григорьевич          | 01.05.1914 — 05.03.2000 | Бригадир машинистов экскаватора прииска «Бурхала» Магаданского совнархоза | 09.06.1961      | металлургия   | *Минская область              | [ ГС 8 ]  |
| 6         | Виноградов Михаил Ильич             | 01.11.1900 — 21.07.1973 | Бригадир слесарей-монтажников монтажной конторы «Магадангорстрой» Магаданского совнархоза | 09.08.1958      | строительство | *Костромская область          | [ ГС 9 ]  |
| 6.000004  | Гармашов Владимир Павлович          | 31.05.1936 — 18.09.2007 | Бригадир комплексной бригады Билибинского горно-обогатительного комбината объединения «Северовостокзолото» Министерства цветной металлургии СССР, Чукотский автономный округ Магаданской области                                                       | 02.03.1981      | металлургия   | *Белгородская область         | [ ГС 10 ] |
| 6.000005  | Гречко Владимир Григорьевич         | 30.09.1935 — 22.02.1994 | Бригадир комплексной бригады Полярнинского горно-обогатительного комбината Северовосточного производственного золотодобывающего объединения (Северовостокзолото) Министерства цветной металлургии СССР, Чукотский автономный округ Магаданской области | 24.10.1985      | металлургия   | *Северо-Казахстанская область | [ ГС 11 ] |
| 7         | Грозин Артур Алексеевич             | 12.01.1936 — 28.05.2016 | Горнорабочий Берелёхского горно-обогатительного комбината Северо-Восточного производственного золотодобывающего объединения (Северовостокзолото) Министерства цветной металлургии СССР, Магаданская область                                            | 19.04.1982      | металлургия   | *Приморский край              | [ ГС 12 ] |
| 7.000006  | Дроботов Андрей Денисович           | 08.03.1928 — 13.01.1996 | Бригадир проходчиков горных выработок шахты «Беринговская» № 2 треста «Северовостокуголь» Министерства угольной промышленности СССР, Чукотский национальный округ Магаданской области                                                                  | 30.03.1971      | углепром      | *Краснодарский край           | [ ГС 13 ] |
| 7.000007  | Затуливетров Владимир Васильевич    | 02.01.1927 — 09.05.2007 | Бригадир комплексной бригады Билибинского горно-обогатительного комбината Министерства цветной металлургии СССР, Чукотский национальный округ Магаданской области                                                                                      | 12.05.1977      | металлургия   | *Ростовская область           | [ ГС 14 ] |
| 8         | Каладюк Анатолий Аверьянович        | 30.10.1912 — 29.06.1974 | Директор прииска имени Гастелло Тенькинского горнопромышленного управления Министерства цветной металлургии СССР, Магаданская область | 20.05.1966      | металлургия   | *Иркутская область            | [ ГС 15 ] |
| 8.000008  | Каляна Клара Романовна              | 01.03.1941 — 16.01.1985 | Колхозница-охотник колхоза «Возрождение» Иультинского района Чукотского национального округа Магаданской области | 07.03.1960      | сельхоз       | Чукотский АО                  | [ ГС 16 ] |
| 9         | Коваленко Дмитрий Матвеевич         | 18.02.1925 — 11.08.2003 | Водитель автомобиля Палаткинской автобазы объединения «Северовостокзолото» Министерства цветной металлургии СССР, Магаданская область | 30.03.1971      | металлургия   | *Луганская область            | [ ГС 17 ] |
| 10        | Кудым Иван Алексеевич               | 20.09.1928 — 28.03.2015 | Бригадир комплексной бригады прииска «Мальдяк» Сусуманского горно-обогатительного комбината Министерства цветной металлургии СССР, Магаданская область                                                                                                 | 30.03.1971      | металлургия   | *Черкасская область           | [ ГС 18 ] |
| 10.000009 | Лисецкий Михаил Антонович           | 19.08.1937 — 11.10.2003 | Драгер Комсомольского горно-обогатительного комбината Северовосточного производственного золотодобывающего объединения (Северовостокзолото) Министерства цветной металлургии СССР, Чукотский автономный округ Магаданской области                      | 19.04.1982      | металлургия   | *Витебская область            | [ ГС 19 ] |
| 11        | Макаров Владимир Сергеевич          | 06.08.1934 — 28.03.2005 | Бригадир комплексной бригады строительного управления «Жилстрой» треста «Магадангорстрой» Министерства строительства предприятий тяжёлой индустрии СССР, гор. Магадан                                                                                  | 05.04.1971      | строительство | *Рязанская область            | [ ГС 20 ] |
| 12        | Никишов Иван Фёдорович              | 10.09.1894 — 05.08.1958 | Начальник Главного управления строительства Дальнего Севера Народного комиссариата внутренних дел СССР (Дальстрой), комиссар государственной безопасности 3-го ранга, гор. Магадан                                                                     | 20.01.1944      | НКВД          | *Волгоградская область        | [ ГС 21 ] |
| 12.00001  | Обухов Алексей Иванович             | род. 1939               | Бригадир горнорабочих очистного забоя шахты «Анадырская» производственного объединения «Северовостокуголь» Министерства угольной промышленности СССР, Чукотский автономный округ Магаданской области                                                   | 29.04.1986      | углепром      | *Пензенская область           | [ ГС 22 ] |
| 13        | Пенкин Иван Евдокимович             | 1916 — ????             | Начальник горноэксплуатационного участка прииска «Адыгалах» Магаданского совнархоза | 09.06.1961      | металлургия   | *Алтайский край               | [ ГС 23 ] |
| 14        | Петров Михаил Григорьевич           | 20.09.1923 — 17.06.1986 | Бригадир промывальщиков проб Берелёхской комплексной геологической экспедиции Северо-Восточного геологического управления Министерства геологии РСФСР, Магаданская область                                                                             | 04.07.1966      | геология      | *Татарстан                    | [ ГС 24 ] |
| 14.000011 | Рождественский Игорь Евгеньевич     | 23.04.1923 — 19.12.1993 | Начальник Анюйского районного геологоразведочного управления Северо-Восточного геологического управления Главного управления геологии и охраны недр при Совете Министров РСФСР, Чукотский национальный округ Магаданской области                       | 29.04.1963      | геология      | *Новгородская область         | [ ГС 25 ] |
| 14.000012 | Сергеев Виталий Кузьмич             | 02.10.1930 — 15.03.2008 | Бригадир комплексной проходческой бригады рудника «Иультин» Восточно-Чукотского горнопромышленного управления Министерства цветной металлургии СССР, Чукотский национальный округ Магаданской области                                                  | 20.05.1966      | металлургия   | *Курская область              | [ ГС 26 ] |
| 14.000013 | Туманов Константин Иванович         | род. 15.09.1931         | Машинист экскаватора прииска «Комсомольский» объединения «Северовостокзолото» Министерства цветной металлургии СССР, Чаунский район Чукотского национального округа Магаданской области                                                                | 30.03.1971      | металлургия   | *Пензенская область           | [ ГС 27 ] |
| 15        | Турбин Анатолий Ефимович            | 01.05.1933 — 14.09.2010 | Командир корабля Ан-12 Магаданского управления гражданской авиации Министерства гражданской авиации СССР | 09.02.1973      | транспорт     | *Амурская область             | [ ГС 28 ] |
| 16        | Устинов Дмитрий Ефимович            | 08.11.1920 — 04.09.2014 | Директор Ягоднинского горно-обогатительного комбината Министерства цветной металлургии СССР, Магаданская область | 30.03.1971      | металлургия   | *Владимирская область         | [ ГС 29 ] |
| 17        | Фуфлыгин Виктор Сергеевич           | 10.02.1932 — 20.06.1982 | Бригадир комплексной бригады прииска «Буркандья» Сусуманского горнопромышленного управления Министерства цветной металлургии СССР, Магаданская область                                                                                                 | 20.05.1966      | металлургия   | *Московская область           | [ ГС 30 ] |
| 17.000014 | Хабарова Наталья Евгеньевна         | 24.03.1936 — 21.10.2013 | Главный геолог Шмидтовской геологоразведочной экспедиции Министерства геологии РСФСР, Чукотский автономный округ Магаданской области | 10.03.1981      | геология      | *Кемеровская область          | [ ГС 31 ] |
| 18        | Ходырев Геннадий Егорович           | 07.12.1932 — 07.06.1995 | Бригадир горнопроходческой бригады Северо-Восточного территориального геологического управления Министерства геологии РСФСР, Омсукчанский район Магаданской области                                                                                    | 20.08.1973      | геология      | *Кировская область            | [ ГС 32 ] |
| 18.000015 | Ходьяло Дмитрий Константинович      | 01.05.1937 — 26.09.2021 | Бригадир оленеводческой бригады совхоза «Омолон» Билибинского района Чукотского автономного округа Магаданской области | 24.04.1987      | сельхоз       | *Якутия                       | [ ГС 33 ] |
| 19        | Цареградский Валентин Александрович | 24.07.1902 — 05.08.1990 | Начальник Геологоразведывательного управления и заместитель начальника Главного управления строительства Дальнего Севера Народного комиссариата внутренних дел СССР (Дальстрой), генерал-майор инженерно-технической службы, гор. Магадан              | 20.01.1944      | НКВД          | *Ульяновская область          | [ ГС 34 ] |
| 20        | Чёрный Владимир Зиновьевич          | 03.01.1917 — 11.10.1983 | Шофёр Сусуманского автотранспортного предприятия Министерства автомобильного транспорта РСФСР, Магаданская область | 04.05.1971      | транспорт     | *Киев                         | [ ГС 35 ] |
| 21        | Шило Николай Алексеевич             | 07.04.1913 — 08.06.2008 | Директор Северо-Восточного НИИ Дальневосточного научного центра Академии наук СССР, академик АН СССР, гор. Магадан | 06.04.1973      | наука         | *Ставропольский край          | [ ГС 36 ] |
| 22        | Шмелёв Владимир Александрович       | 20.02.1913 — 05.03.1976 | Директор совхоза «Дукча», гор. Магадан | 22.03.1966      | сельхоз       | *Татарстан                    | [ ГС 37 ] |